# Петниста панцерна щука
Петнистите панцерни щуки (Lepisosteus oculatus) са вид актиноптери от семейство Леписостиди (Lepisosteidae).
Те са незастрашен вид.
Таксонът е описан за пръв път от Алигзандър Уинчел през 1864 година.